# Valentino di Mais
Valentino di Mais (prima del 435 – Mais, 475) è stato un missionario, vescovo e santo romano. Uno dei primi vescovi di Passavia, viene venerato come santo dalla Chiesa cattolica e patrono della diocesi di Passavia. È celebrato il 7 gennaio.

## Biografia
Valentino visse ai tempi delle migrazioni barbariche del V secolo.
Originario degli attuali Paesi Bassi, arrivò a Passavia verso il 435. Fu ordinato vescovo da papa Leone Magno e fu nominato vescovo della Rezia.
La sua azione era rivolta a diffondere il cristianesimo tra i popoli delle aree alpine, precedentemente occupate dai Reti, combattendo le influenze pagane e ariane, ma senza grandi successi. Condusse vita da missionario itinerante e messaggero di fede. È menzionato da Eugippio nella vita di san Severino. Morì intorno al 475 e il suo corpo fu sepolto nella cappella di castello di San Zeno nei pressi di Merano.
Nel 764 il duca Tassilo III di Baviera portò le reliquie di san Valentino al duomo di Passavia dove da allora viene venerato come patrono della diocesi.

## Culto
San Valentino è ricordato nel martirologio romano al 7 gennaio con queste parole:
(Martirologio romano, ed. 2004, p. 116)